# Levente Vajda
Levente Vajda (ur. 13 lutego 1981 w Odorheiu Secuiescu) – rumuński szachista, arcymistrz od 2001 roku.

## Kariera szachowa
Pod koniec lat 90. XX wieku awansował do ścisłej czołówki rumuńskich szachistów. Wielokrotnie startował w finałach indywidualnych mistrzostw kraju, zdobywając pięć medali: cztery srebrne (1998, 2002, 2004, 2012) i brązowy (2003). W latach 1998, 2002, 2006, 2008 i 2012 pięciokrotnie reprezentował narodowe barwy na szachowych olimpiadach.
Od najmłodszych lat był stałym reprezentantem Rumunii na mistrzostwach świata juniorów. W roku 1993 zdobył w Bratysławie brązowy medal w kategorii do lat 12, rok później powtórzył ten sukces w Szeged (w grupie do lat 14), natomiast kolejny brązowy medal zdobył w roku 1998 w Oropesa del Mar (w grupie do lat 18). Poza tym, w roku 1994 zajął w Paryżu II miejsce w mistrzostwach Europy juniorów w szachach szybkich.
Odniósł wiele sukcesów na arenie międzynarodowych, m.in. jedenastokrotnie zwyciężył bądź podzielił I miejsca w cyklicznych arcymistrzowskich turniejach First Saturday w Budapeszcie (w latach 2000–2007). Poza tym w roku 1995 podzielił II m. w Egerze, w 1996 osiągnął ten sam wynik w Balatonberény, a w 1998 zwyciężył w Bukareszcie (w 1999 i 2001 dwukrotnie w tym mieście dzielił II lokaty). W 2002 podzielił I lokatę (wraz z Lajosem Seresem) w turnieju Europe Nagymesterverseny w Budapeszcie, w 2004 zwyciężył w Balatonlelle (m.in. wraz z Gyulą Saxem), Godzie (wraz z Attilą Jakabem) i Harkanach (wraz z Adamem Horvathem i Attilą Czebe) oraz podzielił II miejsce w Egerze (wraz z Constantinem Ionescu, za G.Saxem), natomiast w następnym roku triumfował w memoriale Victora Ciocaltei w Bukareszcie oraz był drugi (za Vladem-Cristianem Janu) w Timișoarze. W 2006 zajął I miejsca w Fourmies i Eforie i podzielił II lokatę (za Henrique Meckingiem, wraz z Siergiejem Fiedorczukiem i Jewgienijem Postnym) w Lodi, natomiast w 2007 triumfował (wraz z Denesem Borosem) w Balatonlelle.
Najwyższy ranking w dotychczasowej karierze osiągnął 1 lutego 2013 r., z wynikiem 2632 punktów zajmował wówczas 3. miejsce wśród rumuńskich szachistów.